# Équipement hydraulique de désincarcération

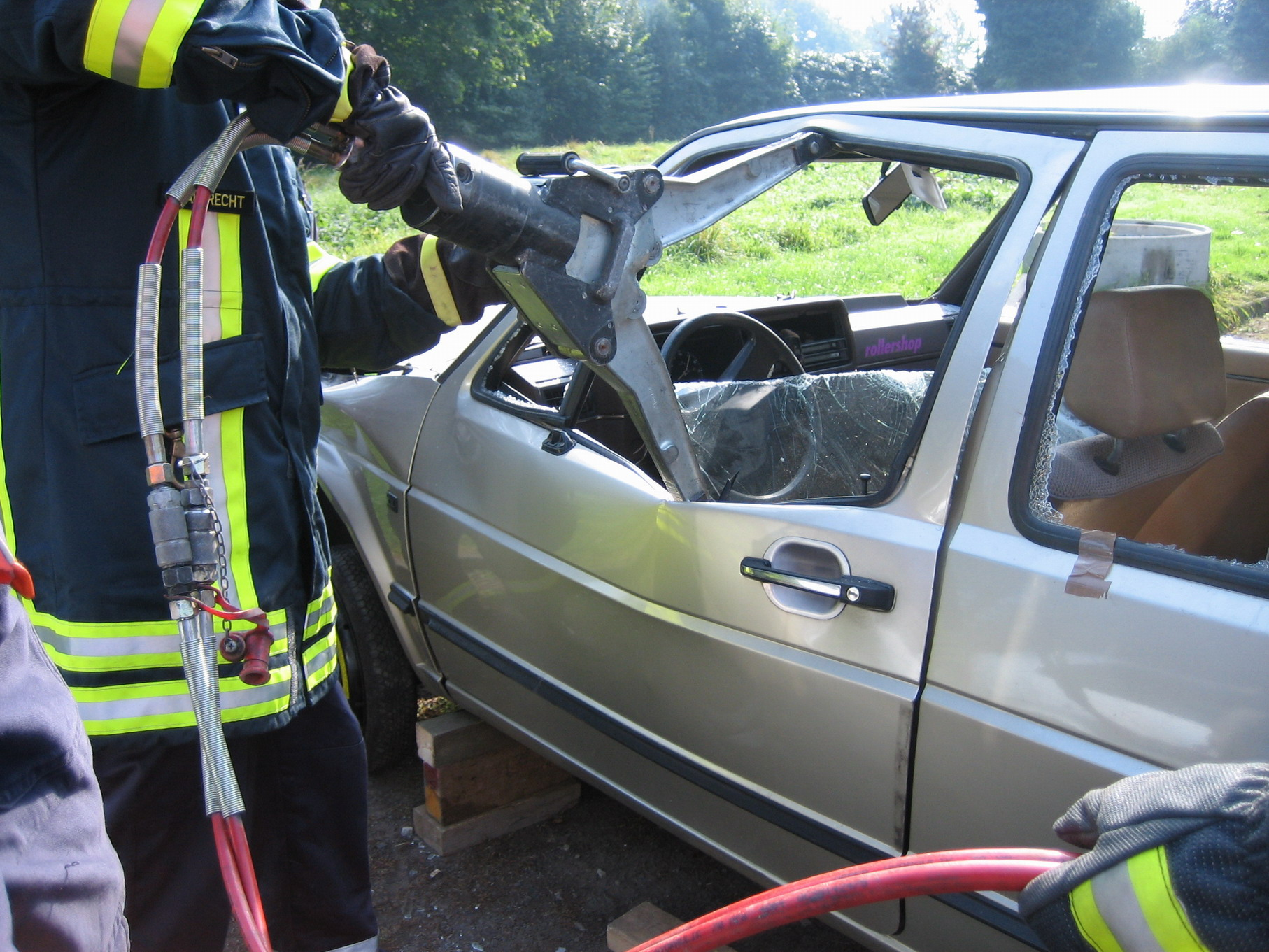
Exemple d'écarteur hydraulique.

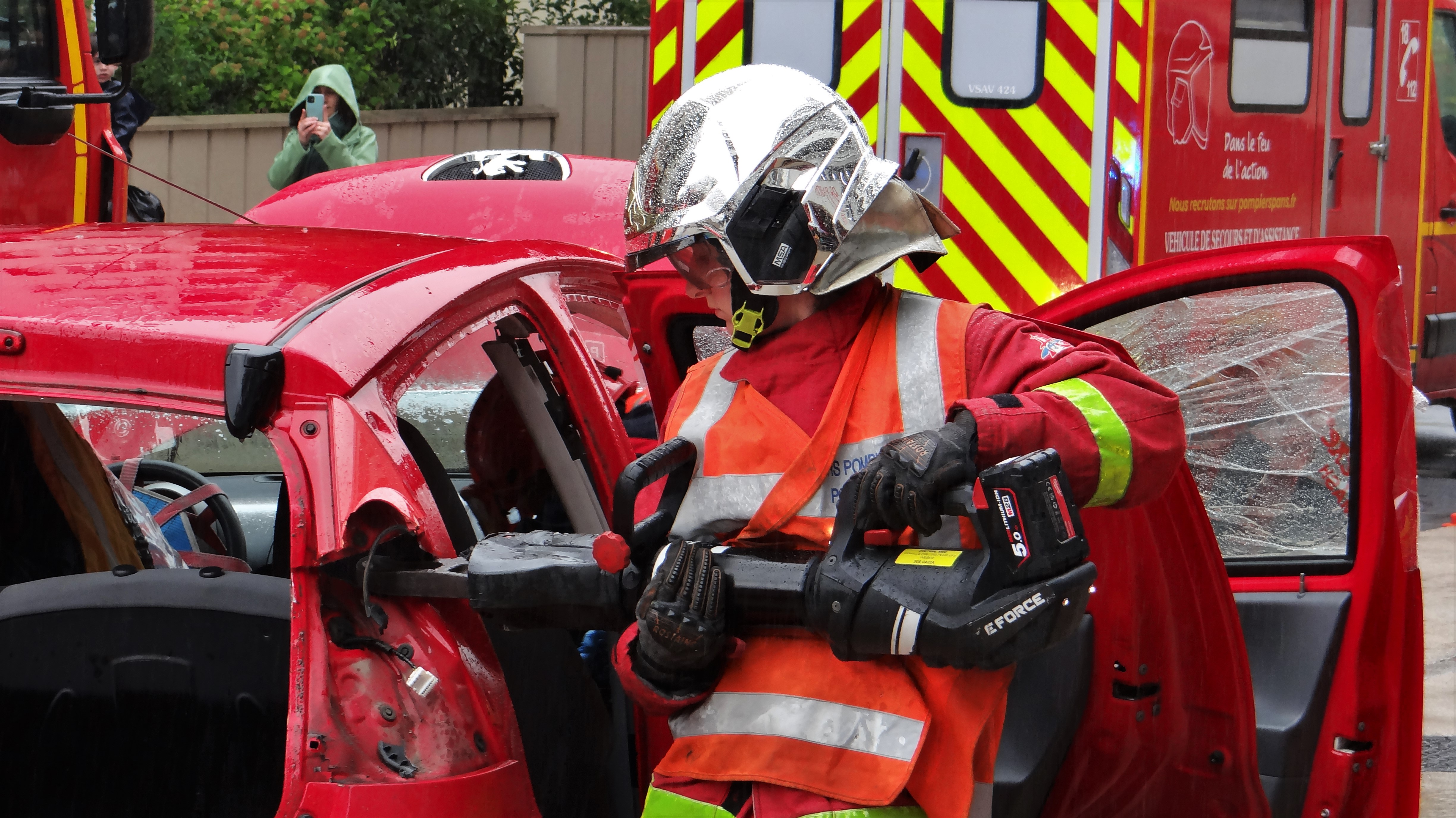
Cisaille hydraulique.

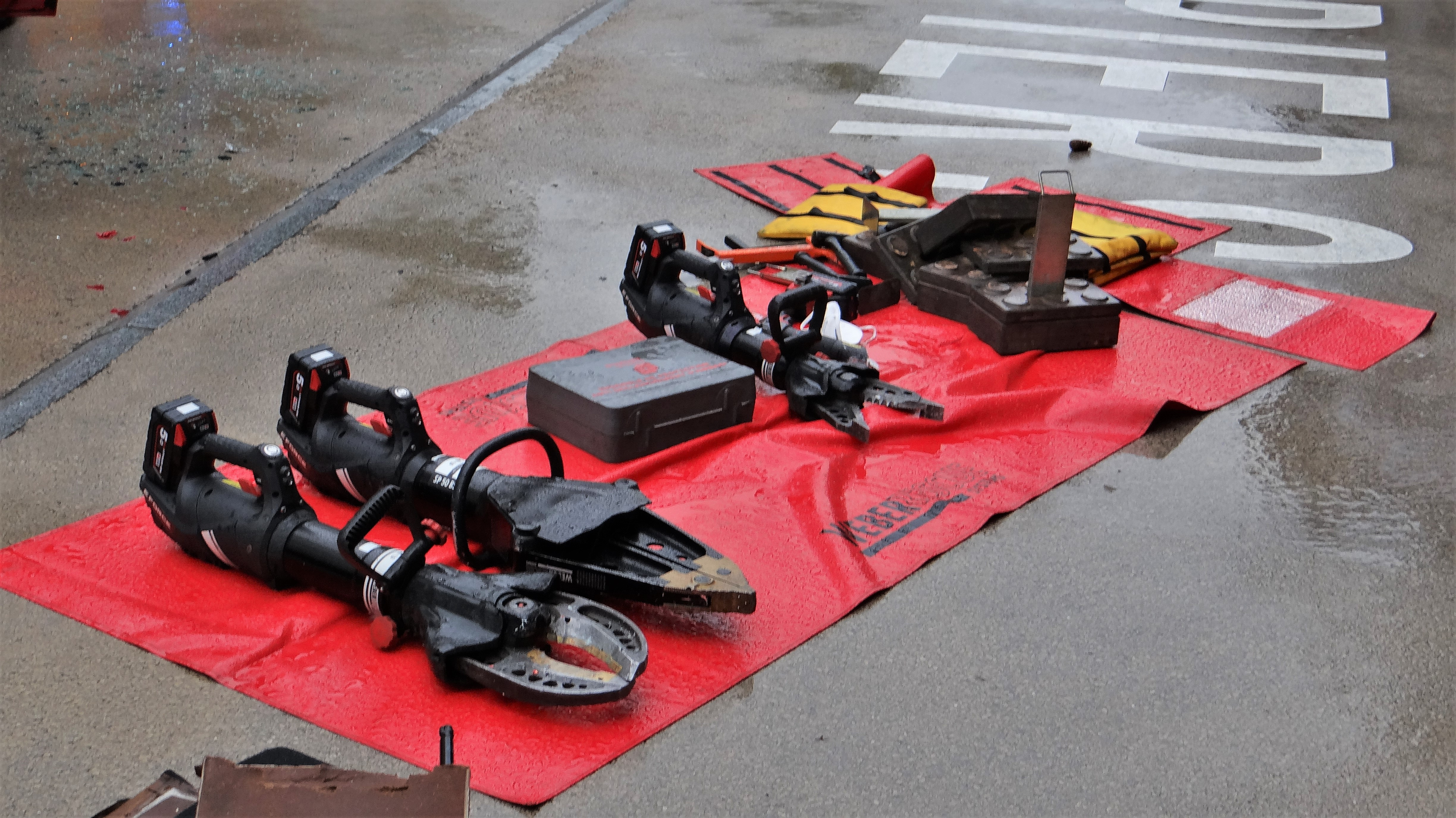
Equipements hydrauliques de la Brigade de sapeurs-pompiers de Paris.

L'équipement hydraulique de désincarcération désigne tout le matériel hydraulique disponible en vue de la désincarcération d'une personne notamment après un accident de la route.
La puissance de ces dispositifs les fait rechercher par des malfaiteurs en vue de perpétrer des cambriolages ou de faciliter une évasion.
Depuis les années 2010, les matériels hydrauliques commencent à être concurrencés par des équipements sur batterie, plus lourds mais plus faciles à transporter,. Les centres de secours équipés en nouveaux matériels offrent parfois leurs anciens équipements à des collègues de pays moins avancés.